# Křídla
Křídla (en allemand : Kriedel) est une commune du district de Žďár nad Sázavou, dans la région de Vysočina, en République tchèque. Sa population s'élevait à 357 habitants en 2020.

## Géographie
Křídla se trouve à 5,5 km au sud-est du centre de Nové Město na Moravě, à 14 km à l'est-sud-est de Žďár nad Sázavou, à 41 km au nord-est de Jihlava et à 137 km au sud-est de Prague.
La commune est limitée par Nová Ves u Nového Města na Moravě et Nové Město na Moravě au nord, par Zvole à l'est et par Dlouhé au sud et à l'ouest.

## Histoire
La première mention écrite de la localité date de 1376.

## Transports
Par la route, Křídla se trouve à 6 km de Nové Město na Moravě, à 16,5 km de Žďár nad Sázavou, à 53 km de Jihlava et à 173 km de Prague.